# Ашанти (певица)
Аша́нти Шеквойя Дуглас (англ. Ashanti Shequoiya Douglas; род. 13 октября 1980 года), более известная как Аша́нти — американская певица, продюсер, актриса, танцовщица и модель. Наибольшую известность принёс дебютный альбом Ashanti, который в первую же неделю был продан полумиллионным тиражом, что, по данным компании Nielsen SoundScan, стало рекордом для певицы. Песня «Foolish» в течение 10 недель занимала первое место чарта Billboard Hot 100.

## Биография
Ашанти Шеквойя Дуглас родилась 13 октября 1980 года в Куинс (Нью-Йорк). Её мать, Тина Дуглас — бывший преподаватель танцев, а отец, Кен-Кэйд Томас Дуглас — бывший певец. У певицы есть младшая сестра Кенаша. Мать назвала старшую дочь в честь государства в Африке, располагавшегося на территории современной Ганы. В раннефеодальном государстве женщины обладали властью и пользовались большим влиянием, что мать хотела передать в имени. Дед певицы, Джеймс, в 1960-х был активистом движения за расширение гражданских прав и выступал вместе с Мартином Лютером Кингом. В детстве Ашанти брала уроки танцев и пела в церковном хоре.

## Дискография
- Ashanti (2002)
- Chapter II (2003)
- Ashanti’s Christmas (2003)
- Concrete Rose (2004)
- The Declaration (2008)
- Braveheart (2014)[8][9][10]

## Фильмография
| Год  |    | Русское название                     | Оригинальное название             | Роль                            |
| ---- | -- | ------------------------------------ | --------------------------------- | ------------------------------- |
| 1992 | ф  | Малкольм Икс                         | Malcolm X                         | ученица                         |
| 1993 | ф  | Кто этот тип?                        | Who’s the Man?                    | девочка                         |
| 1997 | ф  | Круто ты попал                       | Bouge!                            | Руди                            |
| 2002 | с  | Сабрина — маленькая ведьма           | Sabrina the Teenage Witch         | играет себя                     |
| 2002 | с  | Американские мечты                   | American Dreams                   | Дионн Уорвик                    |
| 2003 | с  | Баффи — истребительница вампиров     | Buffy the Vampire Slayer          | Лисса                           |
| 2003 | мс | Семейка Праудов                      | The Proud Family                  | Рэнди                           |
| 2004 | ф  | Невеста и предрассудки               | Bride and Prejudice               | играет себя                     |
| 2005 | ф  | Шоу Маппетов: Волшебник из страны Оз | The Muppets’ Wizard of Oz         | Дороти Гейл                     |
| 2005 | ф  | Тренер Картер                        | Coach Carter                      | Кира                            |
| 2006 | ф  | Сдохни, Джон Такер!                  | John Tucker Must Die              | Хизер                           |
| 2007 | ф  | Обитель зла 3                        | Resident Evil: Extinction         | Бетти                           |
| 2013 | ф  | Рождество в городе                   | Christmas in the City             | Теанна Маск                     |
| 2013 | с  | Закон и порядок: Специальный корпус  | Law & Order: Special Victims Unit | Ашанти                          |
| 2013 | с  | Армейские жёны                       | Army Wives                        | Латиша Монтклер / Латиша Дюрант |
| 2014 | ф  | Мир мутантов                         | Mutant World                      | Проповедница                    |
| 2015 | с  | Помнить всё                          | Unforgettable                     | Стелла                          |
| 2016 | ф  | День матери                          | Mothers and Daughters             | Келли                           |
| 2017 | ф  | Застрявшие                           | Stuck                             | Ева                             |
| 2019 | ф  | Зимняя песня                         | Winter Song                       | Клио                            |
| 2019 | с  | Династия                             | Dynasty                           | играет себя                     |
| 2021 | ф  | Куколки                              | Honey Girls                       | Фэнси Джи                       |